# Paquito D’Rivera

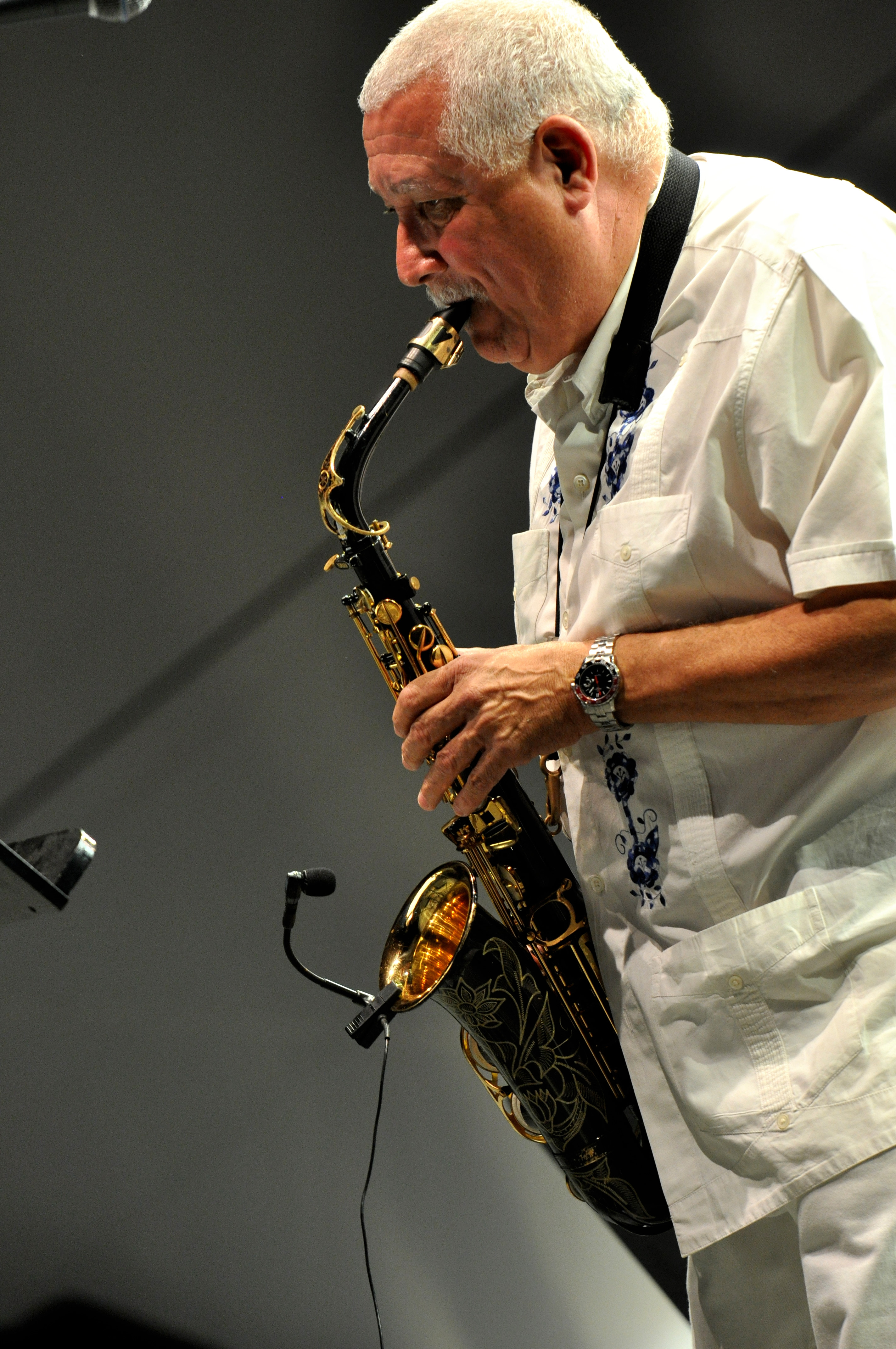
Paquito D'Rivera 2015 beim Weltmusikfestival Horizonte auf der Festung Ehrenbreitstein

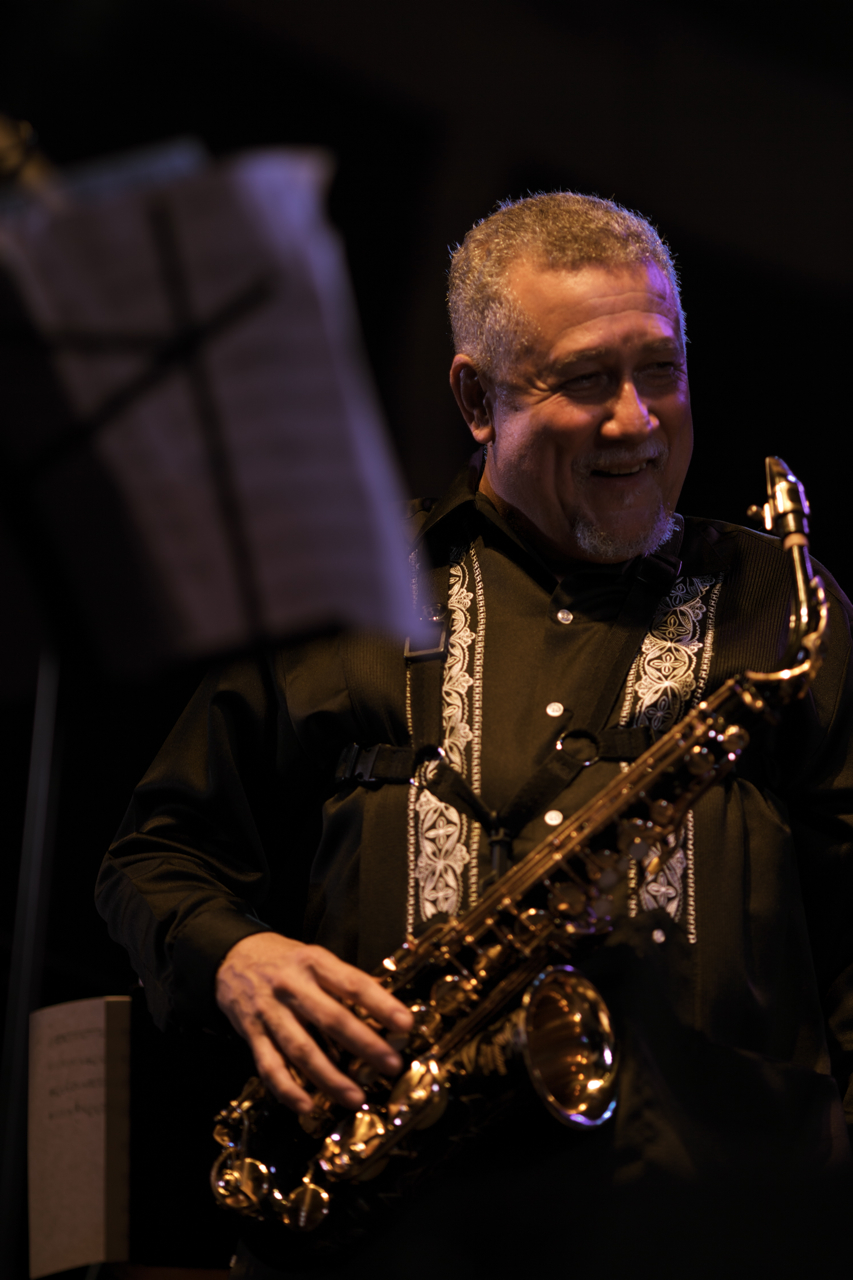
Paquito D’Rivera 2010

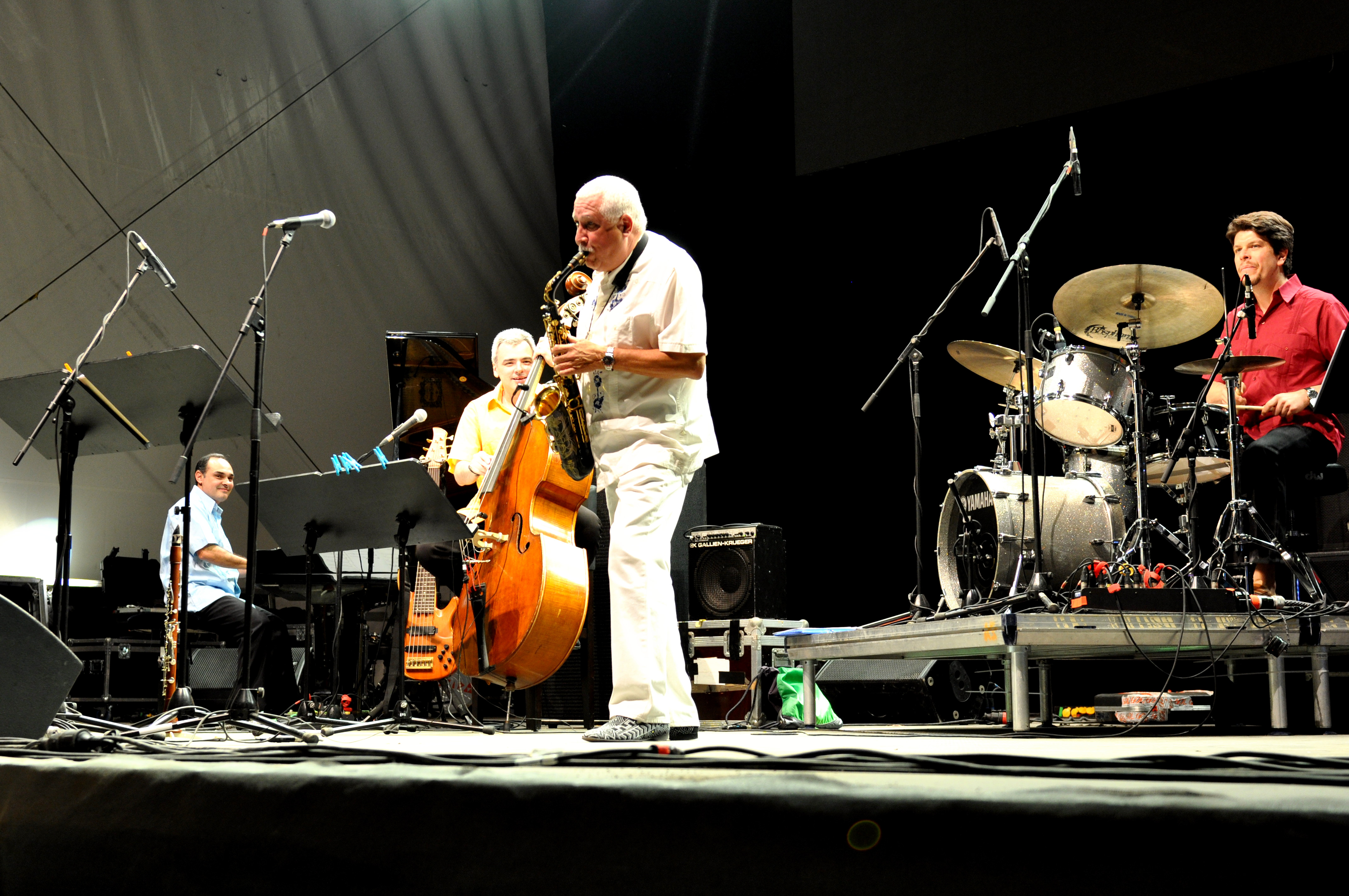
Paquito D'Rivera zusammen mit dem Trio Corrente beim Weltmusikfestival Horizonte 2015 auf der Festung Ehrenbreitstein

Paquito D’Rivera (* 4. Juni 1948 in Havanna) ist ein kubanischer Jazz-Saxophonist und -Klarinettist.

## Leben und Wirken
D’Rivera hatte bereits als Fünfjähriger Saxophonunterricht bei seinem Vater Tito D’Rivera, einem klassischen Saxophonisten und Dirigenten, der eng mit dem Pianisten und Arrangeur Bebo Valdés befreundet war. Ein Jahr später trat er erstmals in seiner Schule auf, mit zehn Jahren hatte er einen von Publikum und Kritik gelobten Auftritt im Nationaltheater von Havanna.
Seit 1960 studierte D’Rivera am Konservatorium von Havanna Klarinette, Komposition und Harmonielehre, 1965 war er Soloklarinettist in einer Rundfunk- und Fernsehsendung des Kubanischen Nationalen Sinfonieorchesters. Ab 1967 gehörte er dem neuen Jazz-Orchester Orquesta Cubana de Música Moderna an, das er zwei Jahre leitete. 1973 gehörte er zu den Gründungsmitgliedern des Ensembles Irakere, das eine Mischung aus Jazz, Rock, klassischer und traditioneller kubanischer Musik spielte. Die vom Pianisten Chucho Valdés geleitete Gruppe war 1978 eine Sensation bei den Jazzfestivals von Newport und Montreux und erlangte zwei Grammy-Nominierungen und gewann einen Grammy.
1979 organisierte D’Rivera den Havana Jam, eine Veranstaltung, die tausende Rock- und Jazzmusiker in Kubas Hauptstadt versammelte und in zwei Doppel-LPs dokumentiert wurde. Während einer Spanien-Tournee 1981 beantragte er Asyl in der US-Botschaft. Nach seiner Ankunft in den USA wurde er von Musikern wie Dizzy Gillespie, Dave Amram, Mario Bauzá und Bruce Lundvall unterstützt, die ihm Auftrittsmöglichkeiten als Solist gaben, und brachte 1981–82 zwei Alben heraus.
In den Folgejahren tourte er mit seiner eigenen Gruppe, dem Havana/New York Ensemble durch die USA und Südamerika, Europa und Japan und trat mit Musikern wie Carmen McRae, McCoy Tyner, Toots Thielemans, Claudio Roditi, Roger Kellaway, Dizzy Gillespie und Benny Carter auf. 1988 gehörte er zu den Gründern des United Nation Orchestra, mit dem er auch auf Tournee ging (Live at the Royal Festival Hall, 1989).
Im selben Jahr spielte er mit dem National Symphony Orchestra als Gastsolist die Weltpremiere von Roger Kellaways David Street Blues und trat auch mit weiteren Sinfonieorchestern der USA, Europas und Lateinamerikas sowie klassischen Kammermusikensembles auf. Er gründete eine Reihe eigener Bands: die Paquito D’Rivera Big Band, das Paquito D’Rivera Quintet, das Kammermusikensemble Triangulo und die Calypso- und Salsa-Band Caribbean Jazz Project. 1989 komponierte er für das Gerald Danovich Saxophon Quartet die „New York Suite“, 1994 für das Aspen Wind Quintet „Aires Tropicales“. 2019 war er Solist in Daniel Freibergs Latin American Chronicles, das er mit dem WDR Funkhausorchester Köln uraufführte.
Er erhielt 2003 von der Berklee School of Music einen Ehrendoktortitel, wurde mit zahlreichen Grammys (u. a. für das Album Portraits of Cuba 1996 und die Komposition Merengue, die der Cellist Yo-Yo Ma 2005 aufführte) und Latin Grammys ausgezeichnet und von der Jazz Journalists Association 2004 und 2006 als Klarinettist des Jahres geehrt. 2008 wurde D’Rivera mit dem Frankfurter Musikpreis ausgezeichnet.
2005 erhielt er die NEA Jazz Masters Fellowship.

## Diskographische Hinweise
- Blowin’ mit Jorge Dalto, Hilton Ruiz, Eddie Gomez, Ignacio Berroa, 1981
- Mariel mit Randy Brecker, Hilton Ruiz, Ignacio Berroa. Daniel Ponce, Brenda Feliciano, 1982
- Live at the Keystone Korner mit Claudio Roditi, Carlos Franzetti, Steve Bailey, Ignacio Berroa, Daniel Ponce, 1983
- Why Not mit Claudio Roditi, Toots Thielemans, 1984
- Explosion mit Claudio Roditi, Michel Camilo, 1985
- Reunion mit Uwe Feltens, David Finck, Fareed Haque, Giovanni Hidalgo, Danílo Perez, Arturo Sandoval, Mark Walker, Götz A. Wörner, 1990
- Portraits of Cuba mit Gustavo Bergalli, Andres Boiarsky, Thomas Christensen, John Clark, Dario Eskenazi, Lawrence Feldman, David Finck, Bob Millikan, Dick Oatts, James Pugh, Roger Rosenberg, Pernell Saturnino, Lew Soloff, David Earl Taylor, Diego Urcola, Mark Walker, 1996 (Grammy for Best Latin Jazz Performance)
- Hay Solucion, 1998
- Music from Two Worlds, 2000
- The Clarinetist, Vol. 1 mit Frank Chastenier, Wolfgang Haffner, Niels-Henning Ørsted Pedersen, Pernell Saturnino, Pablo Zinger, 2001
- Sons Do Brasil, 2001
- Tribute to Cal Tjader mit Tony Barrero, Yayo el Indio, José Fajardo, Lawrence Farrel, Isidro Infante, José Mangual, Tito O'Casio, Papo Pepin, Mario Rivera, Rubén Rodríguez, Adalberto Santiago, Larry Spencer, Al Torrente, Johnny Torres, 2004
- Riberas, 2004
- The Jazz Chamber Trio mit Mark Summer, Alon Yavnai, 2005
- Funk Tango mit Diego Urcola, Ed Simon, Oscar Stagnaro, Alon Yavnai, Mark Walker, Pernell Saturnino, 2007
- Back in New York mit Sebastian Schunke, Antonio Sánchez, John Benitez, Pernell Saturnino, Anders Nilsson, 2008
- Paquito D’Rivera & Trio Corrente Song for Maura, 2013 (Grammy)
- Paquito & Manzanero, 2016